# Кастель-дель-Рио
Кастель-дель-Рио (итал. Castel del Rio) —  коммуна в Италии, располагается в регионе Эмилия-Романья, в провинции Болонья.
Население составляет 1233 человека (2008 г.), плотность населения составляет 23 чел./км². Занимает площадь 53 км². Почтовый индекс — 40022. Телефонный код — 0542.
Покровителем коммуны почитается святитель Амвросий Медиоланский, празднование 7 декабря.
В городской территории находится замок Алидози, в котором помещается музей второй мировой войны.
Самый известный памятник города - уникальный средневековый мост Алидози.

## Демография
Динамика населения:

## Администрация коммуны
- Официальный сайт: https://web.archive.org/web/20111122075713/http://www.casteldelrio.provincia.bologna.it/